# Монохроматор
Монохроматор је оптички уређај који емитује механички селектован уски опсег таласних дужина светлости или другог зрачења изабраног из ширег опсега таласних дужина доступних на улазу. Име потиче од грчких корена mono- "један" и chroma- "боја", и латинског суфикса -ator, који означава агенс.

## Принцип рада
Монохроматори свој принцип рада заснивају на феномену оптичке дисперзије на призми или дифракције користећи дифракциону решетку, како би се просторно одвојиле таласне дужине (боје) светлости. Обично се користи одређен механизам за вођење одабраног снопа на излазном прорезу. Решетка и призма се најчешће користе у рефлективном моду. Рефлективна призма је направљена тако што се формира правоугла троугаона призма (типично као половина еквилатералне призме) код које је једна страна напарена металом чиме се добија огледало. Светлост улази дуж хипотенузне стране кроз коју се и рефлектује назад, одбијајући се два пута од исте површине. Тотално преламање и тотална дисперзија, је иста онолика колика би била да је коришћена еквилатерална призма.

### Колимација
Дисперзија или дифракција се могу контролисати само ако је светлост колимирана, односно ако су сви зраци светлости паралелни, или скоро паралелни. Извор, попут сунца, који је веома далеко, даје колимирану светлост. Њутн је користио сунчеву светлост у својим чувеним експериментима. У практичном монохроматору, међутим, извор светлости је близу, а оптички систем у монохроматору претвара дивергентну светлост извора у колимовану светлост. Иако неки дизајни монохроматора користе решетке за фокусирање којима нису потребни засебни колиматори, већина користи огледала која колимирају. Рефлективна оптика је пожељна јер не уводи сопствене дисперзивне ефекте.

### Czerni -Turnerмонохроматор
У уобичајеном Czerni -Turner дизајну, [1] широкопојасни извор осветљења (А) је усмерен на улазни прорез (Б). Количина доступне светлосне енергије зависи од интензитета извора у простору дефинисаног прорезом (ширина × висина) и прихватног угла оптичког система. Прорез је постављен у ефективно фокус закривљеног огледала (колиматор, Ц) тако да се светлост прореза одбијеног од огледала колимира (фокусира у бесконачност). Колимирана светлост се одваја од решетке (Д), а затим је сакупља друго огледало (Е), које поново фокусира светлост, сада распршену, на излазном прорезу (Ф). У монохроматору са призмом, рефлектујућа Littrov -ова призма заузима место дифракционе решетке, у том случају светлост се прелама од призме.
На излазном прорезу боје светлости су раширене (на видљивом ово приказује боје дуге). Пошто свака боја долази у засебну тачку у равни излазног прореза, постоји низ слика улазног прореза фокусираног на раван. Будући да је улазни прорез коначне ширине, делови слика у близини се преклапају. Светло које излази из излазног прореза (Г) садржи целу слику улазног прореза изабране боје плус делове слика улазног прореза боја у близини. Ротација дисперзног елемента доводи до померања траке боја у односу на излазну прорезу, тако да је жељена слика улазног прореза центрирана на излазном прорезу. Распон боја које излазе из излазног прореза је функција ширине прореза. Ширине улазног и излазног прореза се подешавају заједно.

### Залутала светлост
Идеална функција преноса таквог монохроматора је троугласти облик. Врх троугла је на одабраној номиналној таласној дужини. Интензитет оближњих боја се затим линеарно смањује са обе стране овог врха све док се не достигне нека гранична вредност, где интензитет престаје да опада. Ово се назива лутајући ниво светлости. Гранични ниво је обично око једне хиљадити део вршне вредности, или 0,1%.

### Спектрална пропусност
Спектрална ширина опсега је дефинисана као ширина троугла у тачкама где је светлост достигла половину максималне вредности (пуна ширина на пола максимума, скраћено ФВХМ). Типичан спектрални опсег може бити један нанометар; међутим, различите вредности се могу изабрати како би се задовољиле потребе анализе. Ужи пропусни опсег побољшава резолуцију, али такође смањује однос сигнал-шум.

### Дисперзија
Дисперзија монохроматора се карактерише као ширина траке боја по јединици ширине прореза, на пример 1nm спектра по 1mm ширине прореза. Овај фактор је константан за решетку, али варира са таласном дужином за призму. Ако се монохроматор са призмом за скенирање користи у режиму константне пропусности, ширина прореза мора да се мења како се таласна дужина мења. Дисперзија зависи од жижне даљине, редоследа решетки и моћи разрешења решетке.

### Опсег таласних дужина
Опсег подешавања монохроматора може да покрије видљиви спектар и неки део оба или било ког од оближњих ултраљубичастих (UV) и инфрацрвених (IR) спектра, иако су монохроматори направљени за велики избор оптичких опсега и за велики број дизајна.

### Дупли монохроматори
Уобичајено је да два монохроматора буду спојена у серију, при чему њихови механички системи раде у тандему тако да оба одаберу исту боју. Овај аранжман нема за циљ да побољша ускост спектра, већ да снизи гранични ниво. Двоструки монохроматор може имати граничну вредност од око милионитог дела вршне вредности, производ два пресека појединачних секција. Интензитет светлости других боја у излазном снопу се назива нивоом залуталог светла и најкритичнија је спецификација монохроматора за многе употребе. Постизање ниске расуте светлости је велики део уметности прављења практичног монохроматора.

### Дифракционе решетке и блазиране решетке
Решеткасти монохроматори распршују ултраљубичасто, видљиво и инфрацрвено зрачење обично користећи реплике решетке, које се производе од главне решетке. Главна решетка састоји се од тврде, оптички равне површине која има велики број паралелних и блиско распоређених жлебова. Изградња главне решетке је дуг и скуп процес јер жлебови морају бити идентичне величине, тачно паралелни и пођеднако распоређени по дужини решетке (3–10 cm). Решетка за ултраљубичасто и видљиво подручје обично има 300–2000 жљебова/mm, али је најчешће 1200–1400 жљебова/mm. За инфрацрвену област, решетке обично имају 10–200 жлебова/mm.[3] Када се користи дифракциона решетка, мора се водити рачуна о дизајну широкопојасних монохроматора јер дифракциони образац има редослед преклапања. Понекад се широкопојасни предселекторски филтери убацују у оптичку путању да би се ограничила ширина редоследа дифракције тако да се не преклапају. Понекад се то ради коришћењем призме као једног од монохроматора дизајна двоструког монохроматора.
Првобитне дифракционе решетке високе резолуције су прављене. Конструкција висококвалитетних владајућих мотора био је велики подухват (као и изузетно тежак, последњих деценија), а добре решетке су биле веома скупе. Нагиб троугластог жлеба у решеткастој решетки се обично подешава да би се побољшала осветљеност одређеног реда дифракције. Ово се зове пламена решетка. Поређене решетке имају несавршености које производе слабе "духове" дифракцијске редове који могу повећати ниво залуталог светла монохроматора. Каснија фотолитографска техника омогућава креирање решетки од холографског интерферентног узорка. Холографске решетке имају синусоидне жлебове и стога нису тако светле, али имају ниже нивое расејане светлости од упаљених решетки. Готово све решетке које се заправо користе у монохроматорима пажљиво су израђене реплике владајућих или холографских главних решетки.

### Призме
Призме имају већу дисперзију у UV региону. Монохроматори са призмом су фаворизовани у неким инструментима који су углавном дизајнирани да раде у далеком UV региону. Међутим, већина монохроматора користи решетке. Неки монохроматори имају неколико решетки које се могу изабрати за употребу у различитим спектралним регионима. Двоструки монохроматор направљен постављањем призме и монохроматора са решетком у серију обично не треба додатне филтере за пропусни опсег да би изоловао један ред решетке.

### Жижна даљина
Уска линија боја коју монохроматор може генерисати повезана је са жижном даљином монохроматорских колиматора. Коришћење оптичког система веће жижне даљине такође, нажалост, смањује количину светлости која се може прихватити из извора. Монохроматори веома високе резолуције могу имати жижну даљину од 2 метра. Изградња таквих монохроматора захтева изузетну пажњу према механичкој и термичкој стабилности. За многе примене се сматра да монохроматор од око 0,4 метра жижне даљине има одличну резолуцију. Многи монохроматори имају жижну даљину мању од 0,1 метар.

### Висина прореза
Најчешћи оптички систем користи сферне колиматоре и стога садржи оптичке аберације које закривљују поље где се слике са прорезима фокусирају, тако да су прорези понекад закривљени уместо једноставно равни, како би се приближила закривљеност слике. Ово омогућава да се користе виши прорези, прикупљајући више светлости, док се и даље постиже висока спектрална резолуција. Неки дизајни користе другачији приступ и користе тороидна колимирајућа огледала да исправе закривљеност, допуштајући веће равне прорезе без жртвовања резолуције.

### Таласна дужина насупрот енергији
Монохроматори се често калибришу у јединицама таласне дужине. Равномерна ротација решетке производи синусоидну промену таласне дужине, која је приближно линеарна за мале углове решетке, тако да је такав инструмент лако направити. Многи основни физички феномени који се проучавају су линеарни у енергији, а пошто таласна дужина и енергија имају реципрочан однос, спектрални обрасци који су једноставни и предвидљиви када се исцртавају као функција енергије су искривљени када се исцртавају као функција таласне дужине. Неки монохроматори су калибрисани у јединицама реципрочних центиметара или неким другим енергетским јединицама, али скала можда није линеарна.

### Динамички опсег
Спектрофотометар направљен са висококвалитетним двоструким монохроматором може произвести светлост довољне чистоће и интензитета да инструмент може да измери уски опсег оптичког слабљења од око милион пута (6 АЈ, јединице апсорбције).

## Примена
Монохроматор се користе у многим оптичким мерним инструментима и о другим апликацијама где је потребна подесива монохроматска светлост. Понекад монохроматска светлост је последица рефлектованог или трансмитованаг зрака који се мери (понекад се при анализи користи бела светлост). Два монохроматора се користе у многим флуорметрима; један за одабир таласне дужине ексцитације док се други користи за анализу емитоване светлости. 
Аутоматски скенирајући спектрометар укључује механизам за промену таласне дужине коју одабере монохроматор и за бележење резултујућих промена мерене величине као функције таласне дужине. 
Ако уређај за снимање замени излазни прорез, резултат је основна конфигурација спектрографа. Ова конфигурација омогућава истовремену анализу интензитета широког опсега боја. Може се користити фотографски филм или низ фотодетектора, на пример за прикупљање светлости. Такав инструмент може да сними спектралну функцију без механичког скенирања, иако може постојати компромис у погледу резолуције или осетљивости, на пример. 
Апсорпциони спектрофотометар мери апсорпцију светлости узорком као функцију таласне дужине. Понекад се резултат изражава као проценат преноса, а понекад се изражава као инверзни логаритам преноса. Беер-Ламбертов закон повезује апсорпцију светлости са концентрацијом материјала који апсорбује светлост, дужином оптичке путање и суштинским својством материјала званом моларна апсорпција. Према овом односу смањење интензитета је експоненцијално у концентрацији и дужини пута. Смањење је линеарно у овим количинама када се користи инверзни логаритам преноса. Стара номенклатура за ову вредност је била оптичка густина (OГ), тренутна номенклатура су јединице апсорпције (АУ). Једна АУ је десетоструко смањење интензитета светлости. Шест AJ је милион пута смањење.
Апсорпциони спектрофотометри често садрже монохроматор за снабдевање узорка светлости. Неки апсорпциони спектрофотометри имају могућности аутоматске спектралне анализе.
Апсорпциони спектрофотометри имају многе свакодневне употребе у хемији, биохемији и биологији. На пример, користе се за мерење концентрације или промене концентрације многих супстанци које апсорбују светлост. Критичне карактеристике многих биолошких материјала, на пример многих ензима, мере се покретањем хемијске реакције која производи промену боје која зависи од присуства или активности материјала који се проучава. [4] Оптички термометри су направљени калибрацијом промене апсорпције материјала у односу на температуру. Постоји много других примера.
Спектрофотометри се користе за мерење зрцалне рефлексије огледала и дифузне рефлексије обојених објеката. Користе се за карактеризацију перформанси сунчаних наочара, ласерских заштитних наочара и других оптичких филтера. Постоји много других примера.
У UV, видљивом и блиском IP, спектрофотометри апсорпције и рефлексије обично осветљавају узорак монохроматском светлошћу. У одговарајућим IP инструментима, монохроматор се обично користи за анализу светлости која долази из узорка.
Монохроматори се такође користе у оптичким инструментима који мере друге појаве осим једноставне апсорпције или рефлексије, где год је боја светлости значајна променљива. Спектрометри кружног дихроизма садрже монохроматор, на пример.
Ласери производе светлост која је много монохроматска од оптичких монохроматора о којима се овде говори, али само неки ласери се лако подешавају, а ти ласери нису тако једноставни за употребу.
Монохроматско светло омогућава мерење квантне ефикасности (QЕ) уређаја за снимање (нпр. CCD или CMOC снимач). Светлост из излазног прореза пролази кроз дифузоре или интегришућу сферу до уређаја за снимање док калибрисани детектор истовремено мери светлост. Координација слике, калибрисаног детектора и монохроматора омогућава израчунавање носилаца (електрона или рупа) генерисаних за фотон дате таласне дужине, КЕ.